# Hariyanahalli, Hosadurga
Hariyanahalli là một làng thuộc tehsil Hosadurga, huyện Chitradurga, bang Karnataka, Ấn Độ.